# Mairu

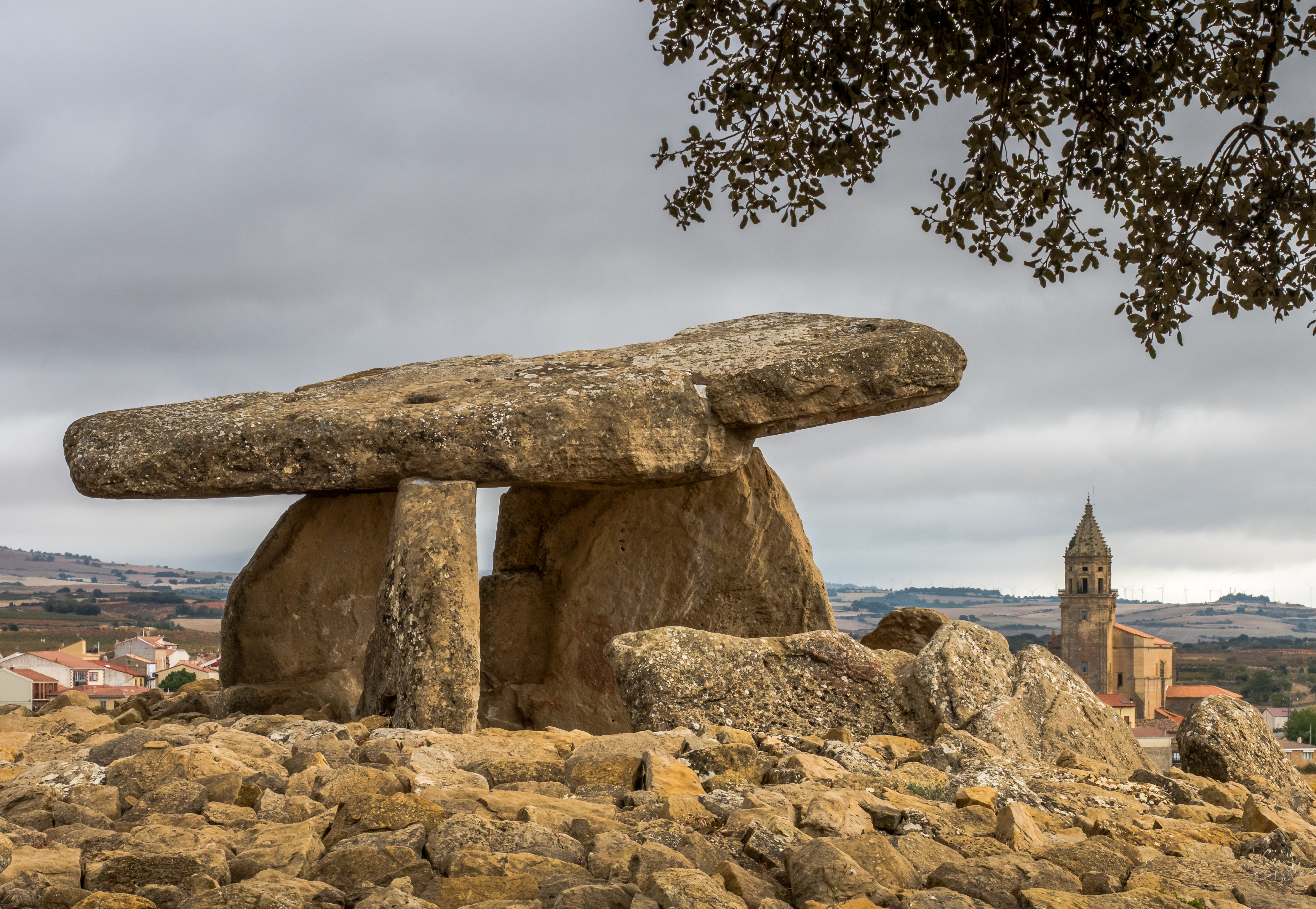
Dolmen de Sorginaren Txabola (la cabane de la sorcière.

Mairu (Mairuak au pluriel en basque) est un géant ou jentil construisant des châteaux, dolmens et autres monuments mégalithiques dans la mythologie du Pays basque. Ils sont souvent associés aux laminak ou lamiak. Il est nommé aussi Intxitxu dans la vallée de la Bidassoa, Maide, Mairi, Saindi Maidi ou Maru selon les endroits au Pays basque.

## Étymologie
Selon le dictionnaire Mairu signifie « Maures, mauresque ». Mairu-baratze (littéralement 'jardin de Mairu') désigne un petit cromlech.
Marumendi (821 m.) signifie « montagne de Maru » en basque. Il est la concaténation des mots mendi (« montagne ») et Maru (« personnage de légende »). 
Mairu-beso signifie le « bras de Maru ».

## Description
On attribue aux Mairuak la construction de certains dolmens et cromlechs comme ceux d'Ibañeta à Zugarramurdi, d'Oiartzun et de Buluntza.

## Mairu
Mairu est encore aujourd'hui un terme pour désigner celui qui n'a pas été baptisé et, en cela, n'est pas chrétien. 

### Mairu-beso
Dans certaines légendes, Mairu-beso est le bras desséché ou un os du bras de Mairu qui possède des vertus mystérieuses. Plus concrètement, c'est le bras d'un nouveau-né non baptisé. Les bébés non baptisés étaient enterrés, jusqu'à nos jours encore, dans les environs de leur propre maison ou dans le jardin contigu à celle-ci.
Dans les narrations, le protagoniste utilise cet os comme torche pour s'éclairer et parfois pour endormir les habitants de la maison dans laquelle il s'est introduit. Cette légende est connue, tout au moins, dans la région de Saint-Jean-Pied-de-Port. Cependant les histoires où figurent des individus se servant de torches d'os humain pour s'éclairer la nuit apparaissent aussi ailleurs, par exemple à Ataun au Guipuscoa, ou à Mañaka, en Biscaye.

### Usages de Mairu dans la langue basque
Le terme de Mairu est encore suffisamment étendu, surtout dans les toponymes :
- Mairumendia (la montagne Mairu) Artajona près de Manurga (Alava)
- Mairubide (chemin Mairu) près de Manurga (Alava)
- Mairuelegorreta (grottes de Gorbeia)
- Mairuburueta (terme d'Acosta-Okoizta)
- Mairubaratz (jardin de Mairu, cimetière de Mairu) cromlech de Oiartzun (Guipuscoa)
- Mairuillarri (sépulture de Mairu) cromlech de Zugarramurdi (Navarre)
- Mailarreta ou Mairuilarrietao (lieu de cromlechs sur la montagne Otxondo-Mondarrain)
- Mairuetxe (maison de Mairu) pierres dressées du mont Buluntza, dolmen de Mendive (Basse-Navarre) et dans la région d'Okabe) (Soule)
- Mairu-archan (prunelle de Mairu)
- Mairu-ilhar et Mai-ilar (petit-pois de Mairu)
- Mairukeri (conduite sauvage)

## Mairi
À Mendive, on attribue la construction du dolmen Gaxteenia à Mairi, une géante féminine. On disait jadis que ce dolmen était son église. En fait, la femme Mairi avait porté sur sa tête la dalle qui couvre le dolmen. Elle était allé la chercher très loin car il n'y a pas de roche rouge semblable dans les environs. Dans d'autres zones du Pays basque, ces travaux sont associés à d'autres noms : Mairi, Maru, Mooru, Moro, Jentil, Maide, Lamina, Sorgin.

## Intxixu
À Oiartzun, on les appelle Intxitxuak et l'on raconte que ce sont les cimetières de ces génies. Ainsi le nom de Mairubaratza « jardin des Mairu » (cimetière des Mairu) lié à Maide, Mainde, Maire et Mairu ont peut-être une origine commune avec Intxitxu, génie masculin correspondant aux lamiñak et à Sorgin (sorcière) est un autre des toponymes de Maide.

## Maide ou Saindi Maindi
Maide est un génie masculin nocturne qui, descend par la cheminée dans les cuisines afin d'y recevoir les offrandes que l'on dépose avant d'aller se coucher. À Mendive on l'appelle Saindi Maindi ('Sainte Maide').
En Soule, on attribue à ce génie la construction des cromlechs, et à Mendive celle des dolmens de la région. On entend dire plus souvent que ces constructions sont le fait des compagnes des Maideak, c'est-à-dire les Lamiñak. 
Il est possible que le nom de Mari doive son origine à Marie dans la chrétienté. Mais il pourrait aussi avoir une relation avec Mair, Maide et Maidi, qui désignent d'autres personnages légendaires de la mythologie basque. Tandis que les Mairi sont des constructeurs de dolmens, les Maideak sont des génies des montagnes, de sexe masculin, constructeurs de cromlechs, alors que leurs correspondantes de sexe féminin sont les lamiñak ou génies des fontaines, des rivières et des grottes. Les Maidiak sont peut-être les âmes des ancêtres qui, de nuit, visitent leurs anciennes demeures selon les croyances de la région de Mendive.
À Oiartzun, on les appelle Intxitxuak, des constructeurs de cromlechs dont on dit que ce sont leurs cimetières. Le cromlech est appelé ici Mairubaratza c'est-à-dire 'cimetière de Mairu' (littéralement 'jardin de Mairu').

## Maru
À Ataun, on désigne par ce nom quelques personnages légendaires vivant dans les cavernes du mont appelé Marumendi. Il volaient les brebis dans les pâturages et dans la vallée on tremblait devant eux car ils séquestraient parfois les gens du coin se risquant près de cette montagne pour y chercher leurs troupeaux ou pour tout autre motif. Il existe à Ataun deux grottes appelées Mauzulo (trou de Maru).